# Assegnista di ricerca
Un assegnista di ricerca, in Italia, era una figura professionale che operava nel campo della ricerca scientifica presso le università italiane.

## Storia
La possibilità per le università in Italia di erogare assegni di ricerca venne introdotta dalla legge 27 dicembre 1997, n. 449, la relativa disciplina è stata modificata più  volte, in ultimo dalla  riforma Gelmini, e più precisamente nell'articolo 22 della legge 30 dicembre 2010, n. 240. Secondo infatti la norma del 2010 un "assegnista" di ricerca è un dottore di ricerca o un laureato in possesso di curriculum vitae scientifico professionale idoneo per lo svolgimento di attività di ricerca, che viene remunerato per mezzo di "assegni di ricerca".
In attuazione del programma del PNRR il decreto legge 30 aprile 2022, n. 36 - convertito in legge 29 giugno 2022 - ha abolito la possibilità di bandire procedure per il conferimento di tali assegni, fatti salvi i 180 giorni successivi dall'entrata in vigore di tale norme, in presenza però di condizioni dettate dalla norma stessa.

## Descrizione
L'assegno di ricerca viene attribuito mediante selezione pubblica, generalmente per titoli e colloquio, e la sua durata è compresa tra 1 e 3 anni per il singolo "assegno". A ciascun soggetto si applica un limite massimo cumulativo stabilito dalla legge in 6 anni per le attività svolte in qualità di "assegnista", escludendo dal conteggio gli emolumenti percepiti durante lo svolgimento di un Dottorato di ricerca.
A decorrere dal 2011, agli assegnisti di ricerca si applicano le leggi fiscali relative all'articolo 4 della legge 13 agosto 1984, n. 476, nonché, quelle previdenziali all'articolo 2, commi 26 e seguenti, della legge 8 agosto 1995, n. 335, quelle per la maternità il decreto del Ministro del lavoro e della previdenza sociale 12 luglio 2007, pubblicato nella Gazzetta Ufficiale n. 247 del 23 ottobre 2007, e per la malattia, l'articolo 1, comma 788, della legge 27 dicembre 2006, n. 296, e successive modificazioni. Ai sensi delle leggi sopra citate, gli assegnisti non sono considerati lavoratori dipendenti.
Nel mondo anglosassone la figura più simile è quella del Research Fellow ovvero del Postdoctoral Researcher, nel caso in cui l'"assegnista" sia in possesso del titolo di dottore di ricerca. Nella legislazione italiana vigente, una figura equivalente, strettamente parlando, non esiste; la forma del ricercatore a tempo determinato, tipologia b (disciplinata dall'articolo 24 della legge 240/2010) somiglia un po' al cosiddetto Tenure Track.
Da rilevazioni dell'anno 2012, effettuate dal Ministero dell'Istruzione, dell'Università e della Ricerca, si stima in circa 14.000 il numero di "assegnisti" presso le Università pubbliche italiane; ad essi si aggiungono quelli in forza presso gli enti pubblici di ricerca.
Nei bandi per assegni di ricerca ha maggior frequenza il regime orario full-time impostato sulle 1720 h/anno, tuttavia non esiste nel diritto positivo un espresso divieto a stipulare contratti con assegnisti in cui sia indicato un regime part-time. Per via interpretativa pare dunque ammissibile la prassi di bandire  "assegni di ricerca a tempo definito" e di stipulare contratti con assegnisti di ricerca "a tempo definito".